# 壞血病
壞血病俗称水手病，是一种因缺乏维生素C所引起的疾病。维生素C主要参与人体内胶原的合成，其化学名称是抗坏血酸，源自拉丁语  “坏血”。
早期症狀包括虛弱、感覺疲勞及手腳疼痛。若不即時進行治療，可能會造成貧血、牙齦疾病、頭髮產生變異以及皮膚出血。隨著壞血病持續惡化，會出現傷口不容易癒合，性情大變甚至因為感染或出血而死亡。
通常，壞血病是由飲食中缺乏維生素C引起的。在出現症狀之前至少需要一個月幾乎不攝取維生素C。在現代，它最常見於精神障礙，不尋常的飲食習慣、酗酒和獨居老人。其他風險因素包括腸道吸收不良和透析。人類和某些其他動物在飲食中需要維生素C來製造膠原蛋白的組成部分。診斷此疾病通常基於症狀、X光檢查結果和治療後是否改善。
壞血病的治療方式為口服維生素C營養補充品，幾天內症狀就會改善，幾周內就可以完全康復。含維生素C食物有柑橘屬水果、生肉以及數種蔬菜、糧食作物，如菠菜、花椰菜、高麗菜、番茄和馬鈴薯等，但烹調時食物中的維生素C通常會被破壞降解。在緊急情況時，食用生肉也可以補充維生素C。極地探險船比利時號當年被困在南極時，船醫就靠給船員吃生肉的方式來避免壞血病。

## 歷史
坏血病曾经一度流行于船员、海盗和其他长期在海上作业的人员当中，主要是因为当时水果和蔬菜无法长期保存，當然也不止海上，在寒冷或乾燥地帶的居民也會遇到。坏血病首次被希波克拉底（公元前460年—公元前380年）描述。草药治疗坏血病在各国历史中均有提及，因此古代人類的飲食中，許多依賴海洋與極冷地區的文明，傳統菜色裡多有準備醃漬蔬果與豆類、奶製品與食用未烹煮的肉類的現象，不過因為不了解根本原因，仍然時有發生營養不足的情況。在歐洲開始航海後此病得到特別重視，1536年，发现圣劳伦斯河的法国探险家雅克·卡蒂亚，向印第安人詢問後，飲用了柏树叶所煮成的茶，成功地救治了自己的部下。但类似这样的治疗方法并不适用於远航的船员，船上依舊只能準備泡菜和在甲板上種植蔬菜的方法。后来研究此植物发现，每100克柏树叶中含有50mg维生素C。1753年，蘇格蘭海軍軍醫詹姆斯·林德發現此病與飲食水果有關，並經由英格蘭探險家詹姆斯·庫克進一步引證下。發現飲用橘子汁、檸檬汁後，可治療和預防壞血病，英國人便將檸檬汁加入萊姆酒內，壞血病才徹底被人類征服。

## 流行病學

### 疾病分類
壞血病與腳氣病、糙皮病同被分為營養不良的疾病。在糧食不足的地區中，患上此類疾病的比例會較高。

### 患病人群
在現代的社會中，壞血病甚少在成年人中出現。
但是，如果餵飼嬰兒只使用瓶裝奶，而忽略從其他途徑補充維他命，該嬰兒也會有機會患上壞血病。因为瓶裝奶的巴斯德消毒法除了殺掉病菌外，也會破壞牛奶所含的维生素C。因此提倡嬰兒母親餵飼母乳，母乳有足夠的維他命C去預防壞血病。
嬰兒的壞血病又稱作巴洛氏病，有下肢腫脹、肢體彎曲有疼痛感、骨骼損害等症狀。

### 發病機制
正常的膠原合成依賴於細胞內質網脯氨酸和離氨酸殘基的羥化，分別形成羥化脯氨酸和羥化賴氨酸。催化這一羥化過程的纈氨酸和賴氨酸羥化酶需要維生素C的參與以保持其正常功能。維生素C缺乏將導致纈氨酸和賴氨酸不能羥化，因而不能進行正常的膠原合成，從而引起壞血症的各種症狀。

### 患病症狀

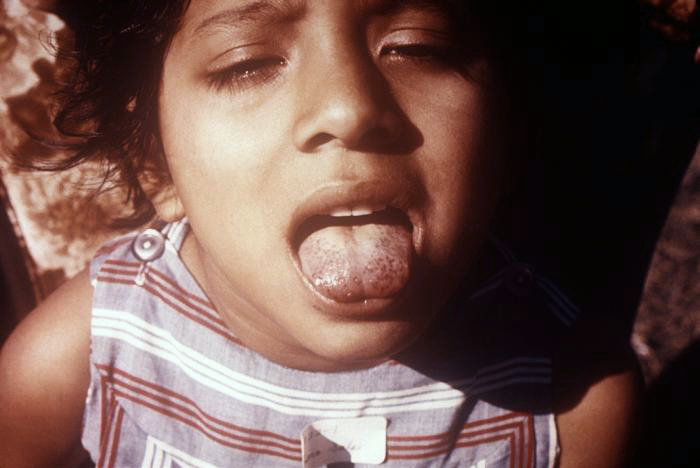
坏血病患者的舌

- 软弱无力
- 关节疼痛
- 皮肤出现黑色或蓝色斑
- 淤血很久才消化
- 牙床疾病
- 牙齿松软出血甚至脫落

### 治療建議
一般情况下，极度缺乏维生素C三个月以上才会看出坏血病的症状。如仍不治疗，病人必會死亡。唯一需要的疗程是重新开始正常量的维生素C，只要給病人補充維生素C即可快速痊癒，所以现代壞血病致死非常少见。